# العلم المسيحي
العلم المسيحي هو علم صمم في أوائل القرن العشرين لتمثيل كل من المسيحية والعالم المسيحي، وكان أكثر شعبية بين الكنائس المسيحية، خصوصاً تلك ذات التقاليد البروتستانتية، لا سيما من أصل بروتستانتي، بما في ذلك الكنيسة الأنجليكانية، والمعمدانية، والمينوناتية، والكنيسة المورافية، واللوثرية، والمشيخية، وجمعية الأصدقاء الدينية، والإصلاحية، والميثودية وغيرها. في أمريكا الشمالية وأفريقيا وأمريكا اللاتينية هي من مناطق العالم التي يظل العلم فيها شائعًا، في حين أنه أقل شيوعًا في أماكن أخرى، لا سيما في أوروبا.
العلم ذو خلفية بيضاء، مع صليب لاتيني أحمر اللون داخل كانتون ازرق. اللون الأحمر على الصليب يرمز إلى دم يسوع الذي سفك على الجلجثة. واللون الأزرق يمثل مياه المعمودية، وكذلك الخلاص بيسوع. الأبيض يمثل النقاء والطهارة. ويرتبط اللون الأبيض بللا عنف في إشارة إلى نبذ العنف في الكتاب المقدس.

## أصول
تم رفع العّلم المسيحي لأول مرة في 26 سبتمبر من عام 1897، في برايتون تشابل في كوني آيلاند في بروكلين، في مدينة نيويورك في الولايات المتحدة. ألقى المشرف على مدرسة الأحد، تشارلز س. أوفرتون، محاضرة مرتجلة للطلاب المتجمعين، ولأن المتحدث المقرر لم يصل إلى الحدث. ألقى خطابا يسأل الطلاب عما سيبدو عليه العلم الذي يمثل المسيحية. فكر أوفرتون في خطابه المرتجل لسنوات عديدة بعد ذلك. في عام 1907، قام أوفرتون ورالف ديفندورفر، وهو سكرتير الحركة التبشيرية الميثودية الشعبية، بتصميم وبدء ترويج للعلم. وفيما يتعلق الرمزية المسيحية للعلم المسيحي:
إعتمد التنظيم المسكوني، المجلس الاتحادي للكنائس، والذي لحقه المجلس الوطني للكنائس والكنائس المسيحية معاً، العلم في 23 يناير من عام 1942؛ ويضم المجلس الوطني كل من الكنيسة الأنجليكانية والمعمدانية، والأرثوذكسية الشرقية، والمينوناتية، والميثودية، والكنيسة المورافية، اللوثرية، والأرثوذكسية المشرقية، والمشيخية، وجمعية الأصدقاء الدينية، والكنائس ذات التقاليد الإصلاحية، من بين آخرين. وقام المصمم بتكريس العلم لكل العالم المسيحي. وكرست الكاتبة فاني كروسبي، ترنيمة بعنوان «العلم المسيحي»، مع الموسيقى من قبل ر. هنتنغتون وودمان، على شرفها. ومثل العلم، الترنيمة هي أيضاً تحت الاستخدام المجاني. في يوم الأحد الأقرب إلى 26 سبتمبر من عام 1997، احتفل بالذكرى السنوية المائة لتصميم العلم المسيحي.

## الاستخدام

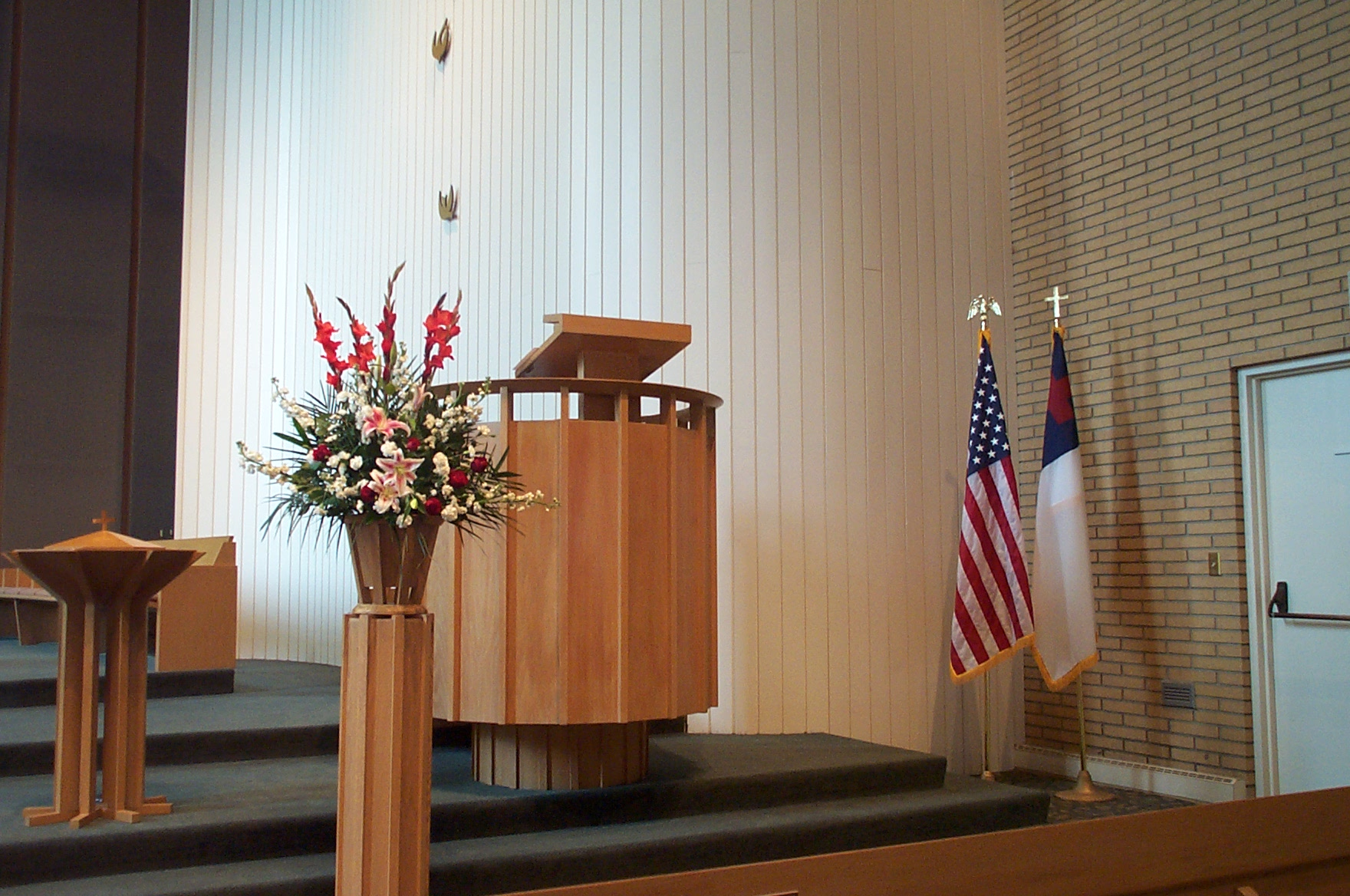
عرض العلم المسيحي جنباً إلى جنب مع علم الولايات المتحدة بجانب المنبر في الكنيسة المشيخية في ولاية كاليفورنيا.

إعمتدت الطوائف البروتستانتية الرئيسية في الولايات المتحدة العلم أولاً، وبحلول عقد 1980، إعتمدت العديد من المؤسسات المسيحية العلم داخل الكنائس. وأوصى المجلس الإتحادي للكنائس بأنه إذا كان سيستخدم العلم المسيحي جنباً إلى جنب مع العلم الوطني، فإن العلم المسيحي يجب أن يحصل على مكان الشرف. خلال الحرب العالمية الثانية، نُقل العلم إلى جانب العلم الأمريكي في عدد من الكنائس اللوثرية، والعديد منهم ذو خلفيات ألمانية، أرادوا إظهار تضامنهم مع الولايات المتحدة أثناء الحرب ضد ألمانيا النازية.
ينتشر العلم المسيحي خارج أمريكا الشمالية من خلال المبشرين المسيحيين. يمكن رؤيتها اليوم في العديد من الكنائس المسيحية أو خارجها في جميع أنحاء العالم، ولا سيما في أمريكا اللاتينية وأفريقيا. وقد اعتمد العلم حتى الآن من قبل بعض الكنائس البروتستانتية في أوروبا وآسيا وأفريقيا أيضاً. وبدأت الكنائس الأرثوذكسية الشرقية، وخاصةً الأبرشيات ذات تقاليد الطقوس الغربية، وفي الآونة الأخيرة فقط في استخدام العلم. ليس للعلم المسيحي براءة اختراع، وبالتالي، «يجوز لأي شخص تصنيعه، ويمكن استخدامه في جميع المناسبات المناسبة». من المعتاد أن يتم رفع العلم المسيحي مقابل العلم الأمريكي في المدارس المسيحية الإنجيلية. في كندا والولايات المتحدة ، دخل المتقاعدين والانفصاليين في نقاش حاد حول شرعية رفع العلم المسيحي فوق المباني الحكومية.

## أعلام الطوائف المسيحية
تتخذ عدد من الطوائف والجماعات المسيحية في كافة أنحاء العالم أعلام خاصة بها جنبًا إلى جنب العلم المسيحي.

علم الفاتيكان والكنيسة الكاثوليكية
علم الكنائس الأرثوذكسية الشرقية
علم مجمع الكنائس الأنجليكانية
علم الكنيسة الأسقفية
علم كنيسة الأرمن الأرثوذكس
علم الكنيسة الجورجية الرسولية الأرثوذكسية
علم جيش الخلاص
علم الآشوريون
علم السريان
علم الكنيسة الصربية الأرثوذكسية
علم صليب القديس جورج
علم كنيسة ويلز
علم القديس باتريك
علم صليب يوحنا المعمدان وهو علم فرسان مالطة
علم الكنيسة التركية الأرثوذكسية
علم الكنائس البروتستانتية في ألمانيا

## الشعارت المسيحية في الأعلام الوطنية
تحوي جميع الأعلام أخذت فكرة علم الدنمارك، بما في ذلك علم فنلندا، وعلم جزر فارو، وعلم آيسلندا، وعلم النرويج وعلم السويد على الصليب المسيحي، وهو ما يمثل المسيحية. يتكون علم المملكة المتحدة، من صليب أحمر للقديس جورج (شفيع انكلترا) محاط بإطار أبيض الذي يشكل صليب القديس باتريك (شفيع إيرلندا الشمالية). بالإضافة إلى صليب قطري بشكل إشارة أكس X الذي يكّون صليب القديس أندرو (شفيع اسكتلندا). بالإضافة إلى ذلك، يحتوي علم اليونان، فضلاً عن علم سويسرا، على الصليب المسيحي لتمثيل الإيمان المسيحي. كما يرمز الصليب على علم دومينيكا للمسيحية في حين أن الألوان الثلاثة ترمز إلى الثالوث، كما يحتوي شعار النبالة في علم سلوفاكيا على الصليب المزدوج رمز المسيحية السلافية. ويصور علم جمهورية الدومينيكان الكتاب المقدس وصليب. كما ويحتوي كل من علم جورجيا، وعلم مولدوفا، وعلم صربيا على الصليب كتمثيل للديانة المسيحية. ويحوي أيضًا علم البرتغال على رموز مسيحية، تمثّل خمسة جروح المسيح.

### أعلام دول

علم الدنمارك
علم السويد
علم النرويج
علم آيسلندا
علم فنلندا
علم جزر فارو
علم المملكة المتحدة
علم سويسرا
علم اليونان
علم دومينيكا
علم جمهورية الدومينيكان
علم سلوفاكيا
علم جورجيا
علم مولدوفا
علم صربيا
علم البرتغال
علم تونغا